# Borek (powiat radziejowski)
Borek – wieś w Polsce położona w województwie kujawsko-pomorskim, w powiecie radziejowskim, w gminie Topólka.

## Podział administracyjny
Wieś duchowna, własność biskupstwa włocławskiego (klucz włocławski), położona była w II połowie XVI wieku w powiecie brzeskokujawskim województwa brzeskokujawskiego. W latach 1975–1998 miejscowość należała administracyjnie do województwa włocławskiego.
Wieś sołecka.

## Demografia
Według Narodowego Spisu Powszechnego (31.03.2011 r.) liczyła 168 mieszkańców. Jest szesnastą co do wielkości miejscowością gminy Topólka.

## Historia
W wieku XIX Borek był folwarkiem położonym w powiecie nieszawskim, gminie Czamanin, parafii Orla. W roku 1885 liczył 108 mieszkańców, mając 297 mórg rozległości.